# Illa Saona
|  | Pel que fa al riu de França, vegeu Saona. |

L'illa Saona (en castellà: Isla Saona) és una illa tropical de 110 quilòmetres quadrats situada a la costa sud-est a la província de La Altagracia de la República Dominicana. És una reserva natural protegida pel govern i forma part del Parc Nacional Cotubanamá.
Hi ha dos assentaments permanents, els pobles de Mano Juan i Catuano. Mano Juan és un poble de pescadors amb cases de fusta i a Catuano hi ha un destacament de la marina.
L'illa és una destinació popular per als turistes de tota la República Dominicana, que arriben en flotes de catamarans i petites embarcacions a motor en excursions organitzades cada dia. És coneguda per les seves platges, i ha estat utilitzada en diverses ocasions per cineastes i anunciants que buscaven un escenari estereotipat d'"illa deserta" per a la seva pel·lícula o producte. S'hi han filmat pel·lícules tan destacades com Pirates del Carib (2003) i The Blue Lagoon.